# Unisoft Gdynia
Unisoft Gdynia – polski klub futsalowy z Gdyni. W sezonach 2000/2001 i 2001/2002 występował w I lidze. W obu sezonach drużyna zajmowała czwarte miejsce w ekstraklasie.